# Santiago de los Caballeros
Santiago de los Caballeros je drugi po veličini grad u Dominikanskoj Republici. 

## Zemljopis
Santiago de los Caballeros nalazi su u brdovitom terenu u sredini doline Cibao u središnjem dijelu Dominikanske Republike, područje je jedno od najplodnijih zemljišta na otoku.Gradom teče rijeka Yaque del Norte između Cordillera Central i Cordillera Septentrional, dva od tri glavna planinskih lanaca na otoku Hispanioli.
Santiago ima tropsku mokru i suhu klimu po Köppenovoj klasifikaciji klime. Prosječna temperatura malo varira, jer tropski pasati ublažavaju toplinu i vlagu tijekom cijele godine. Prosinac i siječanj su ugodni (malo hladniji) mjeseci a srpanj i kolovoz su najtopliji.

## Povijest
Izvorna kolonija bila u gradu Jacagua, koja je osnovana 1495. godine, ali kada je uništena u potresu, preseljena je na današnji položaj 1506. godine. Snažan potres dogodio se i 1562. Santiago de los Caballeros je s vremena na vrijeme bio glavni grad Dominikanska Republika, a bio je važan strateški grad u Ratu za nezavisnost Dominikanske Republike 1844. godine. Ime grada čini aluziju na Hidalgos de la Isabellu, skupinu vitezova koji su došli iz La Isabele.

## Gradovi prijatelji
- Santiago de Compostela, Španjolska
- Havana, Kuba
- San Juan, Portoriko

## Vanjske poveznice
- Službene stranice gradskog vijeća